# Helenville
Helenville és una concentració de població designada pel cens dels Estats Units a l'estat de Wisconsin. Segons el cens del 2000 tenia 225 habitants.

## Demografia
Segons el cens del 2000, Helenville tenia 225 habitants, 74 habitatges, i 54 famílies. La densitat de població era de 167,1 habitants per km².
Dels 74 habitatges en un 36,5% hi vivien nens de menys de 18 anys, en un 66,2% hi vivien parelles casades, en un 4,1% dones solteres, i en un 27% no eren unitats familiars. En el 16,2% dels habitatges hi vivien persones soles el 8,1% de les quals corresponia a persones de 65 anys o més que vivien soles. El nombre mitjà de persones vivint en cada habitatge era de 3,04 i el nombre mitjà de persones que vivien en cada família era de 3,52.
Per edats la població es repartia de la següent manera: un 33,3% tenia menys de 18 anys, un 6,7% entre 18 i 24, un 28,9% entre 25 i 44, un 23,1% de 45 a 60 i un 8% 65 anys o més.
L'edat mediana era de 32 anys. Per cada 100 dones de 18 o més anys hi havia 105,5 homes.
La renda mediana per habitatge era de 50.089 $ i la renda mediana per família de 50.962 $. Els homes tenien una renda mediana de 38.125 $ mentre que les dones 21.429 $. La renda per capita de la població era de 14.334 $. Aproximadament el 4,3% de les famílies i el 4,6% de la població estaven per davall del llindar de pobresa.

## Poblacions més properes
El següent diagrama mostra les poblacions més properes.